# Publius Papinius Statius
Publius Papinius Statius, gyakran csak Statius (Parthenopé, ma Nápoly, 45 körül – Parthenopé, 96 körül), római költő, epikus.

## Élete
Apja, akitől Statius az irodalom szeretetét és művelését tanulta, a tanítás mellett írogatott is. Mivel Domitianus nevelője volt, Statius korán a császári udvarba került. Már ifjú korában sikereket ért el az Augustus óta minden 5. évben Nápolyban megrendezett költői versenyeken. Műveiből tudjuk, hogy később Rómába került, és sikeresen részt vett a nápolyi és albai költői versenyeken (Silvae, III 5, 28-33). Mint a rögtönzött alkalmi költészet mestere, Domitianus kedvence lett, és számos gazdag család pártfogását élvezte. 94-ben azonban kudarcot vallott a capitoliumi versenyen, így megrendülve tért vissza szülővárosába. Halálának pontos ideje és körülményei ismeretlenek, de tudjuk, hogy sírja Nápolyban található.

## Költészete

### Thebais (Thébaitörténet)
Életének fő műve a Thebais című hősköltemény, amelyen 12 évig dolgozott. Ebben a művében 12 könyvben (liber) írja le Oidipusz fiainak, Eteoklésznek és Polüneikésznek ellentétét és versengését a hatalomért. Két részből áll: az 1-6. könyv tartalmazza az előkészületeket és felvonulást Thébai ellen, a 7-11. könyv a harcokat és a befejezést. A mű szerkezete, nyelve és számos részlete, epizódja is Vergilius Aeneise utánzását mutatja, sőt, a mitológiai apparátust is ugyanúgy alkalmazza, de megszemélyesített erőket is felléptet. Dante szerint (Purgatorium XXII) Vergilius tette Statiust költővé.

### Silvae (Erdők/Szálfák)
Költészetének java részét alkalmi költeményei (nász-és gyászdalok, búcsúénekek, házavatások) teszik ki, ezeket Silvae (Erdők) címen gyűjtötte össze. A gyűjtemény 5 könyvből áll. 32 sebtében odavetetett alkalmi verse (ebből 26 hexameteres) valószínűleg 89-95 között keletkezett, általában megrendelésre, a legkülönbözőbb alkalmakra: születésnapra, lakodalomra, felgyógyulásra, útrakelésre. Leghíresebb verse a beteg költő imája az álomhoz (5, 4). Kortörténeti szempontból értékesek a bájos, és sablonszerűségük ellenére is költői adottsággal írt versek, melyek a korabeli előkelő római életbe vezetnek, választékos eleganciával tükrözik a nagyúri világot. A ragyogó rögtönzőkészséggel alkotott versek villákról, fürdőkről, ünnepélyekről, képzőművészeti alkotásokról adnak tárgyi emlékekkel is hitelesíthető pontos, szemléletes leírást, a részletek rajzában néhol Ovidiusra emlékeztető érzékletességgel.

### Achilleis
Befejezetlen eposz, amely Akhilleusz ifjúságát és Scyrus szigetén való tartózkodását tárgyalja. A költemény szintén többször feldolgozott tárggyal foglalkozik, idillikus képet rajzol Achilles gyermekkoráról. Ezt a művet élete végén, a Nápolyba történő visszavonuláskor írta. Ennek két éneke maradt ránk, a második töredékes.

### Agaue
Agaue című műve egy pantomimhez írt „libretto” (Iuvenalis 7, 85-88), mely nem maradt ránk.
Hogy a császárkultusz szolgálatába állt költő verseiben mennyi az igazi érzés és a túlzott megalázkodás, nem lehet eldönteni. Az Augustus utáni idők, az ezüstkor jelentős alakja volt, aki egyéni alkotóerejét tanult művészi készségével igyekezett kiegészíteni. Az ókorban és a középkorban nagyra értékelték, műveit a 10. századtól az iskolában olvasták és számos író utánozta. Epigrammái mintát jelentettek Janus Pannonius számára is.

## Kiadások

### Összkiadások
- Gronovius (Gronov), Johann Friederich (Amszterdam, 1653)
- Dübner (Párizs, 1835)
- Bährens-Kollmann (Lipcse, 1876-1884)
- Klotz, Alfred: Statius P. Papinianus: Opera (1-3. köt., 1898-1902, 1908)
- Mozley, J. H.: Statius: Opera (1-2. köt., 1955-1957)
- Traglia, Antonio – Arico, Giuseppe: Stazio, Publio Papinio: Opere

### Thebais, Achilleis, scholion-ok
- Müller, Otto (Lipcse), 1870)

### Silvae
- Markland (London, 1728)
- Hand (Lipcse, 1817)
- Muraközy Gyula: Statius Publius Papinius: Silvae – Erdők (Hegyi György előszavával, 1979)

Muraközy Gyula Silvae-fordítása az első teljes magyar nyelvre való átültetése a műnek. A fordító munkájának – egy-két elszigetelt forrástöredéktől eltekintve – nem voltak előzményei. Így a fordítóra, mikor a számára is sok újszerű feladatot jelentő munkának nekikezdett, több tekintetben is az úttörő szerepe hárult, s nemigen volt – mint sok más latin költő esetében – olyan figyelemre méltó költői hagyomány, amelynek ihlető erejét igénybe vehette volna.
A fordító elérte célját: ha megközelítően jellemző képet adott az olvasónak egy olyan latin íróról, aki költészetének életszerű, magas színvonalú, szint virtuóz vonásaival korfestő erejének sokoldalúságával, az embert érzéseknek a közhelyeken nemegyszer átütő, eleven erejével érdekes, vonzó, mindenképpen megismerésre méltó költői egyéniségként mutatkozott be.

## Magyarul
- Erdők. Latinul és magyarul / Silvae; ford., jegyz. Muraközy Gyula, tan. Hegyi György; Akadémiai, Bp., 1979 (Görög és latin írók)

### Részletek
- Kálnoky László, Weöres Sándor: Római költők antológiája, 1963 – két részlet. Online elérés.
- Szedő D.: Évezredek eposzai, 1970 – két részlet
- Kálnoky László: A lehetséges változatok, antológia, 1981